# Mentally Murdered
Mentally Murdered er en ep af det britiske grindcore-band Napalm Death, oprindeligt udgivet i 1989. Ep'en blev senere udgivet på albummet Harmony Corruption og Death by Manipulation opsamlingsalbummet.

## Spor
1. "Rise Above" – 2:42
2. "The Missing Link" – 2:17
3. "Mentally Murdered" – 2:11
4. "Walls of Confinement" – 2:56
5. "Cause and Effect" – 1:26
6. "No Mental Effort" – 4:08